# 16e étape du Tour d'Italie 2002
Pour un article plus général, voir Tour d'Italie 2002.
La 16e étape du Tour d'Italie 2002 a eu lieu le 29 mai 2002 entre la ville de Conegliano en Vénétie et celle de Corvara in Badia dans le Trentin-Haut-Adige sur une distance de 163 km. Elle a été remportée par le Mexicain Julio Alberto Perez Cuapio (Ceramica Panaria-Fiordo) devant les Italiens Paolo Savoldelli (Index-Alexia Alluminio) et Dario Frigo (Tacconi Sport). Septième de l'étape à un peu moins d'une minute du vainqueur, l'Australien Cadel Evans (Mapei-Quick Step) s'empare à l'issue de l'étape du maillot rose de leader au détriment de l'Allemand Jens Heppner (Telekom).

## Classement de l'étape
| \| Classement de l'étape \| Classement de l'étape \| Classement de l'étape \| Classement de l'étape \| Classement de l'étape \| \| Coureur \| Coureur \| Pays \| Équipe \| Temps \| \| --------------------- \| -------------------------- \| --------------------- \| ----------------------- \| --------------------- \| \| 1er \| Julio Alberto Pérez Cuapio \| Mexique \| Ceramica Panaria-Fiordo \| 4 h 54 min 54 s \| \| 2e \| Paolo Savoldelli \| Italie \| Index-Alexia Alluminio \| + 53 s \| \| 3e \| Dario Frigo \| Italie \| Tacconi Sport \| + 55 s \| \| 4e \| Juan Manuel Gárate \| Espagne \| Lampre-Daikin \| + 55 s \| \| 5e \| Aitor González \| Espagne \| Kelme-Costa Blanca \| + 55 s \| \| 6e \| Tyler Hamilton \| États-Unis \| CSC-Tiscali \| + 58 s \| \| 7e \| Cadel Evans \| Australie \| Mapei-Quick Step \| + 58 s \| \| 8e \| Pietro Caucchioli \| Italie \| Alessio \| + 58 s \| \| 9e \| Eddy Mazzoleni \| Italie \| Tacconi Sport \| + 2 min 09 s \| \| 10e \| Óscar Pereiro \| Espagne \| Phonak Hearing Systems \| + 2 min 10 s \| |                            |            |                         |                 |
| |                            |            |                         |                 |
| |                            |            |                         |                 |
| Classement de l'étape |                            |            |                         |                 |
| Coureur | Coureur                    | Pays       | Équipe                  | Temps           |
| 1er | Julio Alberto Pérez Cuapio | Mexique    | Ceramica Panaria-Fiordo | 4 h 54 min 54 s |
| 2e | Paolo Savoldelli           | Italie     | Index-Alexia Alluminio  | + 53 s          |
| 3e | Dario Frigo                | Italie     | Tacconi Sport           | + 55 s          |
| 4e | Juan Manuel Gárate         | Espagne    | Lampre-Daikin           | + 55 s          |
| 5e | Aitor González             | Espagne    | Kelme-Costa Blanca      | + 55 s          |
| 6e | Tyler Hamilton             | États-Unis | CSC-Tiscali             | + 58 s          |
| 7e | Cadel Evans                | Australie  | Mapei-Quick Step        | + 58 s          |
| 8e | Pietro Caucchioli          | Italie     | Alessio                 | + 58 s          |
| 9e | Eddy Mazzoleni             | Italie     | Tacconi Sport           | + 2 min 09 s    |
| 10e | Óscar Pereiro              | Espagne    | Phonak Hearing Systems  | + 2 min 10 s    |

## Classement général
| \| Classement général \| Classement général \| Classement général \| Classement général \| Classement général \| \| Coureur \| Coureur \| Pays \| Équipe \| Temps \| \| ------------------ \| ------------------ \| ------------------ \| ---------------------- \| ------------------ \| \| 1er \| Cadel Evans \| Australie \| Mapei-Quick Step \| 73 h 09 min 23 s \| \| 2e \| Dario Frigo \| Italie \| Tacconi Sport \| + 16 s \| \| 3e \| Tyler Hamilton \| États-Unis \| CSC-Tiscali \| + 18 s \| \| 4e \| Aitor González \| Espagne \| Kelme-Costa Blanca \| + 24 s \| \| 5e \| Pietro Caucchioli \| Italie \| Alessio \| + 32 s \| \| 6e \| Paolo Savoldelli \| Italie \| Index-Alexia Alluminio \| + 48 s \| \| 7e \| Juan Manuel Gárate \| Espagne \| Lampre-Daikin \| + 1 min 26 s \| \| 8e \| Fernando Escartín \| Espagne \| Team Coast \| + 2 min 09 s \| \| 9e \| Rik Verbrugghe \| Belgique \| Lotto-Adecco \| + 4 min 21 s \| \| 10e \| Eddy Mazzoleni \| Italie \| Tacconi Sport \| + 4 min 26 s \| |                    |            |                        |                  |
| |                    |            |                        |                  |
| |                    |            |                        |                  |
| Classement général |                    |            |                        |                  |
| Coureur | Coureur            | Pays       | Équipe                 | Temps            |
| 1er | Cadel Evans        | Australie  | Mapei-Quick Step       | 73 h 09 min 23 s |
| 2e | Dario Frigo        | Italie     | Tacconi Sport          | + 16 s           |
| 3e | Tyler Hamilton     | États-Unis | CSC-Tiscali            | + 18 s           |
| 4e | Aitor González     | Espagne    | Kelme-Costa Blanca     | + 24 s           |
| 5e | Pietro Caucchioli  | Italie     | Alessio                | + 32 s           |
| 6e | Paolo Savoldelli   | Italie     | Index-Alexia Alluminio | + 48 s           |
| 7e | Juan Manuel Gárate | Espagne    | Lampre-Daikin          | + 1 min 26 s     |
| 8e | Fernando Escartín  | Espagne    | Team Coast             | + 2 min 09 s     |
| 9e | Rik Verbrugghe     | Belgique   | Lotto-Adecco           | + 4 min 21 s     |
| 10e | Eddy Mazzoleni     | Italie     | Tacconi Sport          | + 4 min 26 s     |

## Classements annexes
| Classement par points | Classement par points | Classement par points | Classement par points        | Classement par points |
| Coureur               | Coureur               | Pays                  | Équipe                       | Points                |
| --------------------- | --------------------- | --------------------- | ---------------------------- | --------------------- |
| 1er                   | Massimo Strazzer      | Italie                | Phonak Hearing Systems       | 132 pts               |
| 2e                    | Mario Cipollini       | Italie                | Acqua & Sapone-Cantina Tollo | 128 pts               |
| 3e                    | Fabrizio Guidi        | Italie                | Team Coast                   | 106 pts               |
| 4e                    | Mikhaylo Khalilov     | Ukraine               | Colombia-Selle Italia        | 79 pts                |
| 5e                    | Aitor González        | Espagne               | Kelme-Costa Blanca           | 73 pts                |

| Classement par points | Classement par points | Classement par points | Classement par points        | Classement par points |
| Coureur               | Coureur               | Pays                  | Équipe                       | Points                |
| --------------------- | --------------------- | --------------------- | ---------------------------- | --------------------- |
| 1er                   | Massimo Strazzer      | Italie                | Phonak Hearing Systems       | 132 pts               |
| 2e                    | Mario Cipollini       | Italie                | Acqua & Sapone-Cantina Tollo | 128 pts               |
| 3e                    | Fabrizio Guidi        | Italie                | Team Coast                   | 106 pts               |
| 4e                    | Mikhaylo Khalilov     | Ukraine               | Colombia-Selle Italia        | 79 pts                |
| 5e                    | Aitor González        | Espagne               | Kelme-Costa Blanca           | 73 pts                |

| Classement de la montagne | Classement de la montagne  | Classement de la montagne | Classement de la montagne | Classement de la montagne |
| Coureur                   | Coureur                    | Pays                      | Équipe                    | Points                    |
| ------------------------- | -------------------------- | ------------------------- | ------------------------- | ------------------------- |
| 1er                       | Julio Alberto Pérez Cuapio | Mexique                   | Ceramica Panaria-Fiordo   | 46 pts                    |
| 2e                        | José Castelblanco          | Colombie                  | Colombia-Selle Italia     | 27 pts                    |
| 3e                        | Dario Frigo                | Italie                    | Tacconi Sport             | 20 pts                    |
| 4e                        | Pietro Caucchioli          | Italie                    | Alessio                   | 19 pts                    |
| 5e                        | Cadel Evans                | Australie                 | Mapei-Quick Step          | 14 pts                    |

| Classement de la montagne | Classement de la montagne  | Classement de la montagne | Classement de la montagne | Classement de la montagne |
| Coureur                   | Coureur                    | Pays                      | Équipe                    | Points                    |
| ------------------------- | -------------------------- | ------------------------- | ------------------------- | ------------------------- |
| 1er                       | Julio Alberto Pérez Cuapio | Mexique                   | Ceramica Panaria-Fiordo   | 46 pts                    |
| 2e                        | José Castelblanco          | Colombie                  | Colombia-Selle Italia     | 27 pts                    |
| 3e                        | Dario Frigo                | Italie                    | Tacconi Sport             | 20 pts                    |
| 4e                        | Pietro Caucchioli          | Italie                    | Alessio                   | 19 pts                    |
| 5e                        | Cadel Evans                | Australie                 | Mapei-Quick Step          | 14 pts                    |

| Classement par équipes | Classement par équipes | Classement par équipes | Classement par équipes |
| Équipe                 | Équipe                 | Pays                   | Temps                  |
| ---------------------- | ---------------------- | ---------------------- | ---------------------- |
| 1re                    | Alessio                | Italie                 | 218 h 57 min 06 s      |
| 2e                     | Mapei-Quick Step       | Italie                 | + 16 min 42 s          |
| 3e                     | Lampre-Daikin          | Italie                 | + 26 min 55 s          |
| 4e                     | Kelme-Costa Blanca     | Espagne                | + 28 min 43 s          |
| 5e                     | Tacconi Sport          | Italie                 | + 39 min 41 s          |

| Classement par équipes | Classement par équipes | Classement par équipes | Classement par équipes |
| Équipe                 | Équipe                 | Pays                   | Temps                  |
| ---------------------- | ---------------------- | ---------------------- | ---------------------- |
| 1re                    | Alessio                | Italie                 | 218 h 57 min 06 s      |
| 2e                     | Mapei-Quick Step       | Italie                 | + 16 min 42 s          |
| 3e                     | Lampre-Daikin          | Italie                 | + 26 min 55 s          |
| 4e                     | Kelme-Costa Blanca     | Espagne                | + 28 min 43 s          |
| 5e                     | Tacconi Sport          | Italie                 | + 39 min 41 s          |